# Training Within Industry
O programa Treinamento Dentro da Indústria – TWI foi desenvolvido no início da década de 40 nos EUA, após o exército de Hitler invadir a França, em junho de 1940, quando se percebeu que a segunda guerra mundial já não poderia ser mais evitada. Um relatório elaborado a pedido do exército dos EUA mostrou que em 1940 8 milhões pessoas estavam desempregadas nos Estados Unidos. O grande problema foi que o envolvimento dos norte-americanas na guerra justificou a necessidade de deslocar para o exército a maioria dos homens que estavam trabalhando na indústria naquele período. O objetivo do programa TWI foi a integração de pessoas que nunca haviam trabalhado na indústria, e que naquele momento se fazia necessário. Eram principalmente mulheres, homens de idade mais avançada e também o pessoal administrativo. O programa TWI foi dirigido principalmente aos operadores mestres, líderes e supervisores. Originalmente, os denominados programas (J) objetivou-se capacitar as habilidades de instruir os novos funcionários (Job Innstruction), melhorar os métodos de trabalho (Job Methods) atuais e manter bons relacionamentos internos (Job Relations).
O sucesso do TWI foi maximizado devido ao fato de que  seus métodos foram construídos com base no ciclo PDCA de William Edwards Deming. Após a segunda guerra mundial, o programa TWI foi compartilhado com o Japão, onde empresas como a Toyota e a Sanyo o usaram como a base para desenvolver seus métodos de produção, que se tornaram muito eficazes. O programa TWI é agora identificado como parte fundamental da filosofia e gestão Lean. Muitas das ferramentas e métodos na filosofia Lean baseiam-se no programa TWI. Esta ferramenta deve ser considerada como uma filosofia complementar orientada para a melhoria da eficiência dos processos de produção. Sem o programa TWI não haveria sistema STP, e daí a filosofia Lean. O programa TWI foi absorvido pela Toyota e tornou-se parte integrante de seu sistema de produção (STP). O programa TWI foi a base para a criação de uma cultura de gestão na Toyota, que foi embasada em um processo de melhoria e ensino contínuo.

## História

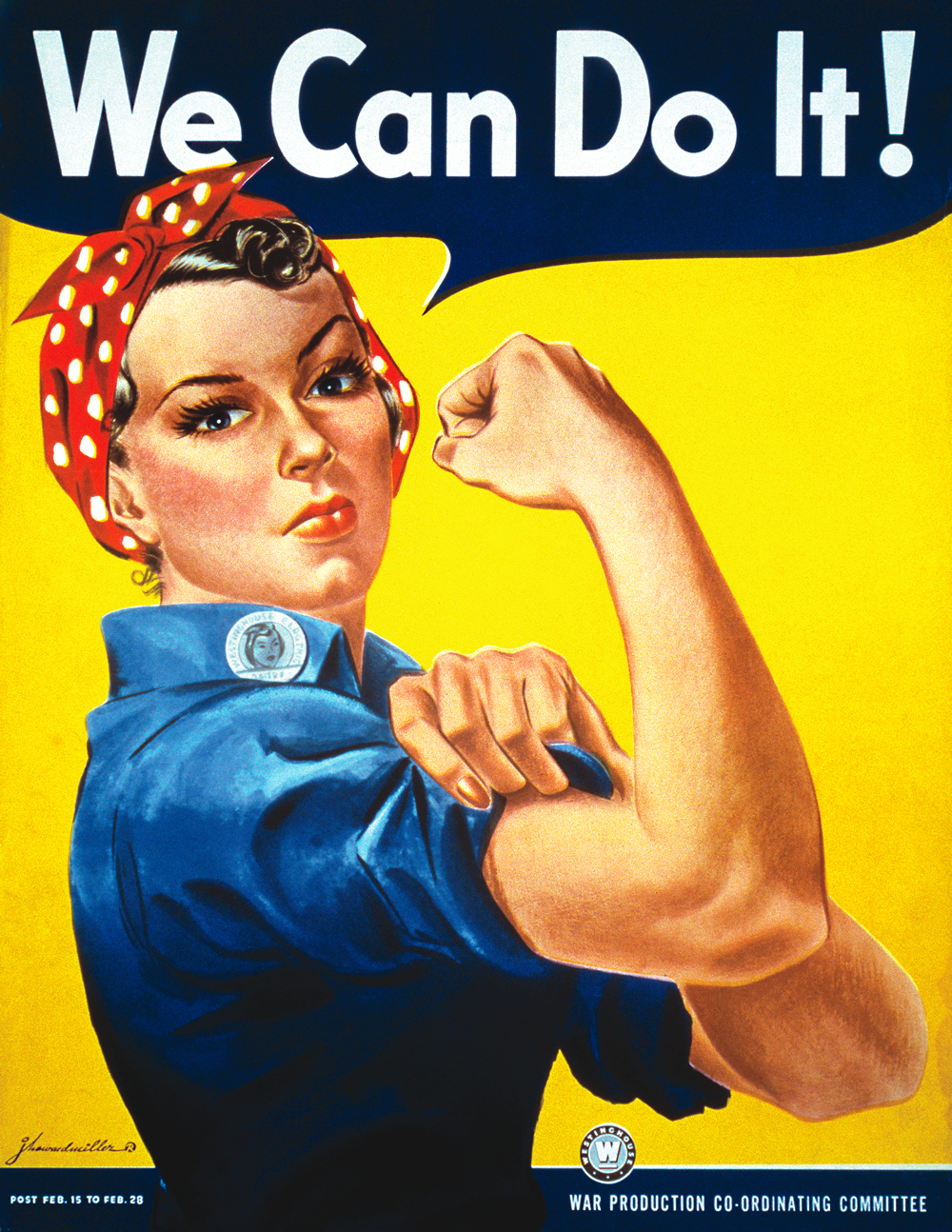
Pôster promovendo o programa TWI nos EUA

Treinamento Dentro da Indústria - O TWI foi desenvolvido nos Estados Unidos durante a Segunda Guerra Mundial. Foi a resposta do Departamento de Defesa para a demanda da indústria de armas para novos funcionários. Quando, em outubro de 1941, Sidney Hillman, Comissário de Emprego dos EUA, apresentou o programa Treinamento Dentro da Indústria, ele disse: "Assim como amamos a liberdade, não podemos permitir que o maior exército de liberdade caia. Temos que produzir dois aviões para cada Hitler, dois tanques para o seu, dois para o seu, dois para o outro. " Esta declaração definiu claramente como os EUA se prepararão para a guerra. Infelizmente, a maioria dos funcionários experientes foi incorporada ao exército, que teve que lutar em duas frentes (na Europa e no Pacífico). Por outro lado, houve um aumento na demanda por equipamentos e equipamentos necessários para o combate. As empresas foram forçadas a empregar jovens e mulheres que antes não trabalhavam na indústria. Nos Estados Unidos, muitas ações foram tomadas, incluindo mulheres, para incentivá-las a trabalhar na indústria. Graças aos esforços dos principais gerentes e cientistas norte-americanos, foi desenvolvido um programa de desenvolvimento de mestres e capatazes, chamado Training Within Industry TWI (Treinamento em Indústria). O objetivo do programa TWI foi o rápido desenvolvimento de novos e talentosos funcionários de produção, a fim de alcançar um aumento na produtividade e qualidade. A implementação do programa TWI na indústria americana trouxe enormes benefícios e contribuiu grandemente para a vitória sobre as forças de Hitler. Das 600 empresas de manufatura que participaram do programa TWI durante a Segunda Guerra Mundial:
- 100% das empresas participantes reduziram o tempo de treinamento para novos funcionários em 25% ou mais,
- 86% das empresas aumentaram sua eficiência em 25% ou mais,
- 88% das empresas reduziram o consumo de mão-de-obra por produto em 25% ou mais,
- 55% das empresas reduziram a escassez em mais de 25%,
- 100% das empresas reduziram as reclamações em mais de 25%.

## O papel do líder no programa TWI
No programa TWI, o líder é a figura que gerencia formalmente um grupo de pessoas (gerente, líder de equipe, mestre), mas também operadores experientes que, por exemplo, no momento do treinamento, assumem a responsabilidade pelo funcionário instruído. Líderes são geralmente responsáveis por [4]:
1. Trabalhe de acordo com o padrão estabelecido enquanto trabalha na linha.
2. Fornecer aos operadores condições que lhes permitam trabalhar de acordo com o padrão (ferramentas apropriadas, respondendo a problemas, etc.).
3. Treinamento do operador na realização de trabalho de acordo com o padrão.
4. Auditoria do desempenho do trabalho de acordo com a norma.
5. Analisando melhorias no método de execução do trabalho relatado pelos operadores e relatando os seus próprios.
6. Criação de documentação de trabalho em cooperação com serviços de suporte à produção.
7. Manter a documentação atualizada.

O programa TWI fornece métodos específicos para apoiar os líderes em suas responsabilidades diárias de gerenciamento.

## Estrutura do programa TWI
O programa TWI inclui o desenvolvimento de quatro habilidades superiores em produção (o supervisor significa aqui principalmente líderes, mestres, capatazes, mas também operadores experientes):
1. capacidade de instruir funcionários (Job Instruction),
2. capacidade de melhorar os métodos de trabalho (Jon Methods)
3. capacidade de construir boas relações entre lideres e subordinados (Job Relations)
4. capacidade de garantir a segurança no trabalho (Job Safety)

## TWI JI (Job Instruction) - Instruindo Funcionários
Instruir os funcionários da TWI JI é uma forma de treinar efetivamente os funcionários para realizar suas tarefas de produção de forma adequada, segura e consciente. Graças a esse método, os superiores aprenderão como treinar novos funcionários de maneira rápida e eficaz, para que possam realizar seu trabalho de maneira eficaz, segura e consciente, o que deve levar ao aumento da produtividade .
O método TWI JI inclui quatro etapas para preparar o treinamento para os subordinados:
Preparação adequada do formando.
Trabalho feito à mão que o funcionário irá realizar, informando-o sobre todos os principais passos, dicas e razões pelas quais as dicas são tão importantes em um determinado trabalho.
Permitir que o estagiário realize o trabalho mostrado, exigindo que ele explique os principais passos, dicas e motivos para as dicas.
Acompanhamento do andamento do trabalho independente do treinando.
Além do processo correto de treinamento de funcionários, cada supervisor é obrigado a se preparar adequadamente para o treinamento. O método IP fornece diretrizes específicas sobre como preparar treinamento eficaz para seus funcionários. O primeiro passo na organização do treinamento é preparar um cronograma. O próximo passo é preparar uma divisão de trabalho, que é sinônimo de determinar os principais passos, diretrizes e as razões pelas quais estas são diretrizes em um determinado trabalho. O terceiro passo é preparar todas as ferramentas, equipamentos e materiais necessários para o treinamento dos funcionários. A etapa final do treinamento é a preparação adequada do local de trabalho.
O método TWI JI permite eliminar erros típicos cometidos por instrutores (geralmente lideres e supervisores). A tabela lista os problemas crônicos que o método TWI JI permite eliminar.
| Erros durante treinamentos | Como o TWI JI ajuda na eliminação dos erros |
| --- | --- |
| Instrução somente demonstrando (o novo funcionário vê o instrutor e segue seu trabalho).                                               | Três demonstrações pertinente ao instrutor, sendo a primeira somente as Etapas Importantes, em seguida os pontos Chave e então suas razões. Quatro apresentações deve ser realizada pelo aprendiz, elas permitem que o instrutor verifique se o aluno realmente assimilou os conhecimentos. |
| Somente conversando com o novo funcionário sobre atividades (treinamento "seco"), fornecendo muita informação desnecessária (sem foco) | A instrução prática no local de trabalho é necessária para os treinamentos. Porem a metodologia permite que o instrutor divida o conhecimento a ser transferido em pequenas porções, fácil de aprender. Isso facilita o trabalho do instrutor, e também do aluno.                           |
| Somente Lendo às instruções operacionais                                                                                               | O método de 4 passos requer apresentação do trabalho, verificação do aluno e supervisão constante. |
| O instrutor não apresenta fatores importantes da atividade                                                                             | O desenvolvimento da documentação pelo instrutor faz com que partes importantes não sejam perdidas. |
| Falta de acompanhamento após o treinamento.                                                                                            | O passo 4 do método inclui a fase de acompanhamento, no qual define a abordagem do instrutor neste aspecto. |

O método TWI JI é geralmente adotado por mestres, embora nem sempre executem sistematicamente todas as etapas da etapa 1 (preparar o aluno) e 4 (supervisionar) no início. Nas empresas pesquisadas, os funcionários puderam fazer o trabalho após a instrução, o que na maioria dos casos durou relativamente pouco, de 20 minutos a 2 horas (tempos mais curtos para operações de montagem simples, mais longos para, por exemplo, manutenção da máquina). Os funcionários fizeram comentários positivos sobre o método de instrução muito claro.

## TWI JM (Job Methods) - Melhorando os Métodos de Trabalho
Melhorar os Métodos de Trabalho (TWI JM) é uma forma de melhorar efetivamente os métodos atuais de trabalho para que, com os mesmos recursos humanos, máquinas e materiais, eles possam produzir com melhor qualidade em um período menor de tempo  O método TWI JM tornou-se a base da abordagem kaizen japonesa.
Os métodos de trabalho incluem quatro etapas para desenvolver um novo método otimizado de realizar um trabalho:
Divisão do trabalho em componentes (atividades).
Análise dos elementos das atividades realizadas no atual método de trabalho.
Melhorar, com base em princípios estabelecidos as atividades atualmente realizadas, de modo a desenvolver um método novo e mais eficaz.
Implementação do novo método.
O método TWI JM permite desenvolver usando o conhecimento e experiência dos subordinados:
1. Melhores métodos de trabalho
2. Aumento de produtividade
3. Melhor qualidade
4. Redução na duração do tratamento
5. Aceitação pelos colaboradores.

## TWI JR (Job Relations) - Relações com Funcionários
TWI Job Relations é uma maneira de resolver efetivamente os problemas de gerenciamento dos funcionários. Graças a esse método, os gerentes aprenderão como construir efetivamente bons relacionamentos com os subordinados, bem como resolver os problemas de modo eficaz.
O método Job Relations consiste em quatro etapas que otimiza o modo no qual lideres e supervisores atuem em conflitos diários.